# Sprachbuch
Ein Sprachbuch ist ein Lehr- und Übungsbuch zum Erlernen einer fremden Sprache oder zum Erweitern der individuellen Sprachkompetenz durch Reflexion über die eigene Sprache. Es ist eine Weiterentwicklung der Schulgrammatik, die seit der Antike überwiegend für den Erwerb der Schriftsprache konzipiert wurde.

## Das Sprachbuch als Grammatik
Ausgangspunkt der Sprachbuchentwicklung in Europa ist der Lateinunterricht des Mittelalters. Nationalsprachen wie Deutsch, Englisch oder Französisch spielten für den Unterricht, der überwiegend in Klosterschulen stattfand, eine untergeordnete Rolle. Im Lateinunterricht des Mittelalters entsprach das Sprachbuch einer Grammatik, die die Formen und Regeln der lateinischen Sprache enthielt. Die wichtigsten mittelalterlichen Grammatiken waren die von Aelius Donatus aus dem 4. Jhd. und von Priscianus Caesariensis (Priscian) aus dem frühen 6. Jhd. Donatus verfasste eine umfangreiche Grammatik des Lateinischen (Ars Grammatica), die in vereinfachter Form als sog. „Ars Minor“ für den Anfangsunterricht in Latein bis in die Neuzeit eingesetzt wurde. Eines der schönsten Exemplare dieses Sprachbuchtyps ist das Lehrbuch für den etwa siebenjährigen Maximilian I. Dieses nur für den späteren Kaiser geschriebene Buch entstand etwa um das Jahr 1466.
Nach der Erfindung des europäischen Buchdrucks im 15. Jhd. wurde die „Ars minor“ als Lehrbuch gedruckt. Nach demselben Prinzip wurden ab etwa 1600 die ersten Grammatiken für den Deutschunterricht verfasst. Hierzu zählen die „Deutsche Grammatica“ von Johannes Kromayer (1618), „Von der Teutschen HaubtSprache“ von Justus Georg Schottelius (1663), Johann Christoph Gottscheds „Grundlegung einer Deutschen Sprachkunst“ (1748) sowie Johann Christoph Adelungs „Deutsche Sprachlehre für Schulen“ (1781). Durch Sprachbetrachtung sollte richtiges Sprechen und Schreiben erreicht werden.
Zu diesem Zweck wurden lateinische Begriffe und Regeln eingedeutscht, wodurch die deutsche Grammatik letztlich ein Abbild der lateinischen wurde. Deutlich wird das bis heute an der Terminologie: Attribut = Beifügung, Konjunktion = Bindewort, Präposition = Verhältniswort u.v.a.m. Und auch die Tempora: Präsens, Imperfekt/Präteritum, Perfekt, Plusquamperfekt, Futur I und Futur II sind nicht deutschen Ursprungs. Sie entstammen der lateinischen Grammatik. Besonders deutlich wird das beim Futur II, der vollendeten Zukunft, in Sätzen wie: „Ich werde bis Juni mein neues Fahrrad gekauft haben.“ Solche Sätze sind grammatisch zwar korrekt, werden in der Standardsprache allerdings kaum so konstruiert.
Einen Höhepunkt in der Entwicklung dieses Sprachbuchtyps bildete Karl Ferdinand Beckers „Deutsche Sprachlehre“ (1827). Durch Raimund Jakob Wursts „Praktische Sprachdenklehre für Volksschulen und die Elementarklassen der Gymnasial- und Real-Anstalten“ (1836) fand dieser Ansatz weite Verbreitung in den Schulen. Zudem wurde ihm unter Berufung auf Herder und Kant nachgesagt, er würde logisches und formales Denken fördern, weil die lateinische Grammatik logisch aufgebaut sei. Diese These entbehrt zwar wissenschaftlichen Grundlagen, sie hielt sich jedoch hartnäckig. In den grammatikorientierten Sprachbüchern stand der Inhalt stets hinter der Form. Wenig sinnvolle Beispielsätze wurden wegen des grammatischen Phänomens, das es zu üben galt, willkürlich aneinandergereiht. Die Methoden hierzu waren deduktiv: erst die Regel, dann die Anwendung.

## Das Sprachbuch als Sachbuch
Einen anderen Weg ging Johann Amos Comenius bereits im 17. Jahrhundert. Wie er in seiner „Didactica Magna“ (1657) schrieb, spielt die Muttersprache bei der Entwicklung des Menschen eine große Rolle. Sie muss deshalb – neben dem Latein – besonders gefördert werden. Als Konsequenz daraus konzipierte er den „Orbis Sensualium Pictus“ (1658), ein zweisprachiges Sprachbuch, in dem auf etwa 300 Seiten die Welt, von Gott über die Tier- und Pflanzenwelt bis zu den unterschiedlichsten Handwerksberufen und Tätigkeiten, vorgestellt wird. Die meist doppelseitigen Artikel sind links mit einem mit Zahlen versehenen Bild und rechts mit zweisprachigen Erläuterungen – auf dem das Bezifferte wiederzufinden ist – versehen. In zwei Spalten wird der lateinische Text mit einer Übersetzung in die Sprache des jeweiligen Erscheinungslandes gegenübergestellt.
Comenius ging dabei davon aus, dass Eins-zu-eins-Übersetzungen vom Lateinischen in andere Sprachen möglich seien, eine Annahme, von der wir heute wissen, dass sie wenig tragfähig ist, denn Sprachen lassen sich nicht deckungsgleich übersetzen. So entspricht das deutsche Wort Himmel nicht nur dem englischen Wort heaven, sondern auch dem Wort sky, die jeweils unterschiedliche Bedeutungen haben. Das deutsche Wort Fleisch kann mit meat und flesh, die auch nicht bedeutungsgleich sind, übersetzt werden usw.
Gleichwohl war Comenius’ Idee revolutionär, denn neben der Sprache lernten die Schülerinnen und Schüler gleichzeitig viel über Gegenstände und Sachverhalte der Welt. Dieser Ansatz wurde Mitte des 19. Jahrhunderts wiederbelebt, und zwar vor allem durch Rudolf Hildebrands „Vom deutschen Sprachunterricht in der Schule und von etlichem ganz Anderen, das doch damit zusammenhängt.“ (1867). Hildebrand forderte darin, dass der Sprachunterricht mit der Form der Sprache stets auch den Inhalt der Sprache vermitteln sollte.

## Das Sprachbuch als Buch der muttersprachlichen Bildung
Die von Hildebrand geforderte starke Betonung der Inhalte führte zu Beginn des 20. Jahrhunderts dazu, dass der Sprachunterricht in Gefahr geriet, zum reinen Sachkundeunterricht zu werden. Der Gegenstand „Sprache“ und die Beschäftigung mit sprachlichen Formen kam dadurch mancherorts zu kurz. Das Thema Sprache ist allerdings Kernthema des Sprachunterrichts und deshalb können seine Formen, also die Grammatik, nicht gänzlich ausgeklammert werden. Als Kompromiss bot sich an, sprachliche Formen mit inhaltlich relevanten Situationen zu koppeln. Nach 1945 etablierte in der Bundesrepublik Deutschland besonders Leo Weisgerber das Konzept der muttersprachlichen Bildung basierend auf einem inhaltbezogenen Sprachverständnis.
Thematisch wurde in den Sprachbüchern der damaligen Zeit, wie z. B. in Thiels „Unsere Muttersprache“, eine Welt dargestellt, wie sie eher einem Agrarstaat – mit Themen wie „Der Bauernhof erwacht“ (5. Schuljahr, 1963) – als einer modernen Industrienation entsprach. Das führte zu massiver Kritik, weil es sowohl historisch wie auch gesellschaftlich nicht der Realität entsprach. Auffällig an Sprachbüchern, wie auch bei Lesebüchern der 1950er und 1960er Jahre ist das Ausklammern der Zeit zwischen 1933 und 1945. Diese Phase der Geschichte wurde thematisch nur rudimentär behandelt, z. B. in der Auseinandersetzung mit Kurzgeschichten von Wolfgang Borchert.

## Das Sprachbuch als linguistisches Lehrbuch
In den frühen 1970er Jahren stieß die von Noam Chomsky entwickelte generative Linguistik in Europa auf große Resonanz. Kernthese dieses Ansatzes ist die Annahme, dass Sprechende aller Sprachen aus einer begrenzten Anzahl sprachlicher Mittel unendlich viele Sätze generieren können. In den auf dieser Grundlage entwickelten Sprachbüchern, wie „Sprache und Sprechen“, ging es nun wieder fast ausschließlich um die Grammatik, also die Formseite der Sprache.
In Folge der Kritik an diesem Ansatz entwickelten Wolfgang Boettcher und Horst Sitta das Konzept einer Grammatik in Situationen. Hierbei sollte ohne konkreten Sprachbucheinsatz Grammatikunterricht praktiziert werden, der aus dem Stegreif sprachliche Phänomene thematisieren sollte. Dieses Konzept bewährte sich nicht, da durch einen von Situationen abhängigen „Zufallsunterricht“ kein systematischer Sprachunterricht gewährleistet war. Lehrende und Lernende waren abhängig von Situationen zur Sprachreflexion. Sofern es keine realen Situationen zur Sprachreflexion gab, behalf man sich später mit fiktiven. Damit konterkarierte man allerdings die ursprüngliche Idee eines rein situativen Sprachunterrichts.

## Das kommunikationsorientierte Sprachbuch
Mitte der 1970er Jahre öffnete sich der Deutschunterricht – bedingt durch die kommunikativ-pragmatische Wende in der Linguistik – verstärkt dem Thema Kommunikation. Die sprachliche Handlungsfähigkeit der Lernenden rückte in den Fokus. Sprachbücher sollten kommunikativ relevante Situationen beinhalten, die zu kommunikativ erfolgreichen Handlungen führen sollten. Sprachlich handelnd sollten Lernende in die Lage versetzt werden, Einfluss auf ihre Lebenswirklichkeit zu nehmen. Sprachunterricht folgte dem Prinzip der mündlichen oder schriftlichen Sprachgebrauchsorientierung. Sprachliche Elemente sollten dabei stets in ihren Formen und Funktionen untersucht werden. Aus dem Wissen daraus sollte die Befähigung zum situationsangemessenen mündlichen und schriftlichen Sprachgebrauch erwachsen.
Sprachlicher Ausgangspunkt im Sprachbuch war nicht mehr der einzelne – oft sinnentleerte Übungssatz –, sondern der Text, weil Sprache stets in mündlichen oder schriftlichen Texten vorkommt. In engem Zusammenhang mit dem kommunikativen Ansatz steht der funktionale, denn die Auswahl sprachlicher Mittel geschieht nicht zufällig, sondern stets unter funktionalen Gesichtspunkten. So werden Passivformen häufig gewählt, um das agierende Subjekt einer Handlung nicht in den Vordergrund zu rücken, z. B.: „Die Suppe wurde versalzen.“, statt: „Peter hat die Suppe versalzen.“

## Das Sprachbuch als integratives Arbeitsbuch
Mitte der 1980er Jahre wuchs die Erkenntnis, dass Sprach- und Literaturunterricht nicht als getrennte Arbeitsbereiche des Deutschunterrichts zu sehen seien, sondern als Einheit betrachtet werden sollten. Zudem sei auch für den Sprachunterricht die künstliche Trennung in Rechtschreibung, Grammatik, Schreiben/Aufsatz etc. nicht sonderlich tragfähig, weil außerhalb der Schule alle Bereiche miteinander vernetzt sind. Sog. integrative Sprachlehrwerke wurden in der Folgezeit entwickelt. Integration wurde und wird dabei zum einen als Vernetzung innerhalb des Faches Deutsch verstanden, aber auch über die Fächergrenzen hinweg wie beispielsweise die Verbindung zwischen Inhalten des Faches Deutsch mit naturwissenschaftlichen Themen. Die Kritik an diesem Ansatz setzt vor allem da an, dass Lernende mitunter nicht mehr wissen, um was es im Unterricht thematisch eigentlich geht.
Gleichwohl prägen integrative Sprachbücher den Deutschunterricht bis in die Gegenwart. Eingesetzt werden sie entweder unterrichtsleitend oder unterrichtsbegleitend. Unterrichtsleitend sind Sprachbücher, die curricular konzipiert Themen des Sprachunterrichts für ein Schuljahr oder auch für mehrere Schuljahre vorgeben. Für die Sekundarstufe I betrifft das in der Regel die Klassen fünf bis zehn. Unterrichtsbegleitend sind dagegen Sprachbücher, die nur punktuell zum Einsatz kommen, wenn es für die Behandlung bestimmter sprachlicher Phänomene angezeigt ist. Sprachbücher werden häufig als Teil kompletter Lehrwerkspakete angeboten, die neben dem eigentlichen Sprachbuch weitere Materialien wie Arbeitsbücher und/oder digitale Medien enthalten. Sprachbücher müssen, wie andere Schulbücher auch, von den Kultusbehörden der einzelnen Länder für den Gebrauch in Schulen genehmigt werden. Deshalb gibt es nicht selten unterschiedliche Ausgaben eines Sprachbuchs für einzelne Bundesländer der Bundesrepublik Deutschland wie auch für Österreich und die Schweiz.